# Эйгес, Иосиф Романович
Иосиф Романович Эйгес (16 (28) февраля 1887, Брянск — 3 июня 1953, Москва) — русский и советский музыковед, литературовед и музыкальный педагог. Псевдонимы: И.; И. Э.; Иреньев, С.; С. И.; Э—с, И.

## Биография
Родился в семье переводчицы Софии Иосифовны Эйгес (в девичестве — Шифра Моисеевна Эльцин, 1846—1910) и врача, драматурга, статского советника Рувима Манасиевича (Мнашевича) Эйгеса (1840—1926). В 1905 году окончил гимназию и жил с родителями в Ливнах.
В 1914 году окончил Московскую консерваторию по классу фортепиано К. А. Киппа и одновременно историко-филологический факультет Московского университета. Публиковаться начал ещё будучи студентом консерватории. В 1920—1930 годы занимался преподаванием игры на фортепиано, литературной и музыкальной критикой, сотрудничал в журналах «Свобода и жизнь» (1917),  «Печать и революция». 
Опубликовал ряд трудов о роли музыки в творчестве русских писателей, о взаимосвязях русских писателей и композиторов, работ по эстетике. Занимался жизнеописанием и библиографией В. А. Жуковского, А. С. Пушкина, М. Ю. Лермонтова, А. П. Чехова, Л. Н. Толстого, Н. А. Некрасова, И. С. Тургенева, подготовил комментированные издания сочинений М. Е. Салтыкова-Щедрина (в том числе его переписку с Г. З. Елисеевым), В. Г. Белинского, А. Н. Островского. Написал ряд статей для «Литературной энциклопедии» (Словарь литературных терминов: В 2-х т. — М.—Л.: Изд-во Л. Д. Френкель, 1925).
Умер в 1953 году. Похоронен на Введенском кладбище (21 уч.).

## Книги
- Василий Жуковский. Стихи и проза: Избранные лирические стихотворения и философские очерки / Вступ. ст. и примеч. И. Эйгеса. М.: Университетская библиотека, 1916. — 296 с.
- Венок Белинскому: Новые страницы Белинского, речи, исследования, материалы / Ред. Н. К. Пиксанова, прим. И. Р. Эйгеса. М.: Новая Москва, 1924. — 285 с.
- М. Е. Салтыков-Щедрин. Полное собрание сочинений / Под ред. В. Я. Кирпотина, П. И. Лебедева-Полянского, П. Н. Лепешинского. Т. 11: Благонамеренные речи. Культурные люди / ред. и вступ. статья Н. Л. Мещерякова; ред. текста И. И. Векслер; комментарий: текстологический И. И. Векслера, реальный А. Лаврецкого и И. Эйгеса.  М.: Художественная литература, 1934. — 578 с.
- Г. З. Елисеев. Письма Г. З. Елисеева к М. Е. Салтыкову-Щедрину / Подготовка писем и примечания И. Р. Эйгеса; ред. и вступ. статья Я. Е. Эльсберга. М.: Издательство Всесоюзной библиотеки имени В. И. Ленина, 1935. — 266 с.
- И. Р. Эйгес. Музыка в жизни и творчестве Пушкина. — М.: Музгиз, 1937.
- М. Е. Салтыков-Щедрин. Избранные сочинения / Подготовка текста и вступ. статья А. Лаврецкого; Коммент. Б. Горева, А. Лаврецкого, С. Макашина, И. Эйгеса. М.—Л.: Гослитиздат, 1946. — 607 с.
- А. Н. Островский. Полное собрание сочинений. Том 2. Пьесы 1856—1861. Примечания И. Р. Эйгеса. М.: Художественная литература, 1950. — 407 с.
- И. Р. Эйгес. Музыка в жизни и творчестве Чехова. — М.: Музгиз, 1953.

## Публикации
- И. Эйгес. В. А. Жуковский. София. — М. : Тип. К. Ф. Некрасова, 1914. — Апрель, № 4. — С. 60—86.
- И. Эйгес. Из творческой истории рассказа «Альберт» Л. Толстого. — М.: Искусство, 1928. — Кн. 1—2; то же в книге: «Эстетика Льва Толстого», М., 1929.
- И. Эйгес. Мелодия одной песни на слова Некрасова, в сборнике: Звенья. — Т. 6. — М.; Л., 1936.
- Музыка в жизни и творчестве Лермонтова // М. Ю. Лермонтов. II / АН СССР. Ин-т лит. (Пушкинский Дом). — М. : Изд-во АН СССР, 1948. — Т. 45/46, кн. 2. — 805 с. — (Литературное наследство / ред.: П. И. Лебедев-Полянский (гл. ред.), И. С. Зильберштейн, С. А. Макашин ; т. 45/46, кн. 2). — 8000 экз. — ISSN 0130-3627.
- И. Эйгес. О Лермонтове (К метафизике сновидения) // М. Ю. Лермонтов: pro et contra. — СПб., 2013. — С. 512—534.

## Семья
Сёстры:
- Надежда (1883—1975) — педагог, основательница первых в России яслей.
- Екатерина (1890—1958) — поэтесса и мемуаристка, библиотечный работник, по образованию математик, жена математика П. С. Александрова.
- Анна (1874—1966) — переводчица.

Братья:
- Владимир (1876—1949) — профессор, философ и математик.
- Вениамин (1888—1956) — художник.
- Константин (1875—1950) — композитор.
- Александр (1880—1944) — математик и литературовед.
- Евгений (1878—1957) — врач.

Тётя (сестра матери) — Мария Осиповна Эльцина-Зак (урождённая Эльцин, 1860—?), переводчица и мемуаристка, врач.

## Галерея
- Фотография И. Р. Эйгеса